# Протокатеховая кислота
Протокате́ховая кислота (3,4-дигидроксибензойная кислота, 3,4-диоксибензойная кислота, протокатехиновая кислота, сокр. англ. PCA, 3,4-DHB, 3,4-DHBA) — органическое соединение, фенолокислота, один из шести изомеров дигидроксибензойной кислоты. Протокатеховая кислота — один из простейших представителей так называемых полифенолов и обладает антиоксидантными свойствами. Имеет значительное распространение в природе.

## История
Впервые получена Гессе в 1859 году окислением хинной кислоты бромной водой. Название «протокатеховая кислота» было дано веществу, полученному Штреккером в 1861 году при сплавлении пипериновой кислоты с едким калием. В 1863 году Глазивец показал тождественность «карбогидрохиноновой кислоты» Гессе и «протокатеховой кислоты» Штреккера.

## Нахождение в природе
В природе встречается в свободном виде и в виде производных. В частности, свободная протокатеховая кислота была обнаружена в масле асаи (Euterpe oleracea), в составе коры босвеллии (Boswellia dalzielii), в розелле (Hibiscus sabdariffa), в шампиньонах (Agaricus bisporus) в кожуре лука (Allium cepa), в лесной подстилке и др.
Склеротизация покровов насекомых и некоторых других членистоногих обусловлена фенольным дублением белков. В этом процессе участвуют двухатомные фенолы катехольного типа, среди которых у некоторых видов найдена протокатеховая кислота.
Протокатеховая кислота обнаруживается среди продуктов щелочного плавления многочисленных природных веществ (различных смол и др.).

## Биосинтез
Образуется спонтанной или ферментативной дегидратацией дегидрошикимовой кислоты. Может также возникать в результате ферментативного гидроксилирования пара-гидроксибензоата и мета-гидроксибензоата, образуется также в процессах биологического окисления и расщепления многих других соединений. У многих микроорганизмов протокатехат выявлен как промежуточный продукт биодеградации различных соединений и подвергается дальнейшему расщеплению до продуктов, которые далее утилизируются через цитратный цикл.

## Химический синтез
Протокатеховая кислота может быть получена из пара-гидроксибензойной кислоты.
Протокатеховая кислота может быть получена окислением ванилина.
Протокатеховая кислота может быть получена гидролизом пиперониловой кислоты.
Протокатеховая кислота может быть получена нагреванием пирокатехина в водном растворе карбоната аммония.

## Изомеры
Остальные 5 изомеров дигидроксибензойной кислоты известны под следующими тривиальными названиями:
- Пирокатеховая кислота, или орто-пирокатехиновая кислота — 2,3-дигидроксибензойная кислота
- Гентизиновая кислота — 2,5-дигидроксибензойная кислота
- α-Резорциловая кислота — 3,5-дигидроксибензойная кислота
- β-Резорциловая кислота — 2,4-дигидроксибензойная кислота
- γ-Резорциловая кислота — 2,6-дигидроксибензойная кислота